# Yagub Mahmudov
Yagub Mahmudov (en azeri : Yaqub Mikayıl oğlu Mahmudov : né le 10 février 1939 dans le village de Bash-Goynuk, région de Nukha en Azerbaïdjan) est un historien azerbaïdjanais, académicien de l'ANAS, lauréat du Prix d'État.

## Biographie
En 1962,Yagub Mikayil oghly Mahmudov est diplômé avec distinction de la Faculté d'histoire de l'Université d'État d'Azerbaïdjan et retenu dans une école supérieure à temps plein. En 1966, il soutient sa thèse de candidat et en 1989 sa thèse de doctorat à l'Université d'État de Moscou.
En 1990, il reçoit le titre académique de professeur.
Il travaille à l'Encyclopédie soviétique d'Azerbaïdjan en tant que rédacteur scientifique, rédacteur scientifique principal, directeur éditorial et rédacteur en chef adjoint des travaux scientifiques. Vice-président de la Commission supérieure d'attestation auprès du Président de la République d'Azerbaïdjan, directeur général de l'Association de l'édition et de l'imprimerie Encyclopédie d'Azerbaïdjan.
En novembre 2000, il est élu au Milli Majlis.

## Activité scientifique
Du 13 septembre 2004 au 28 janvier 2021 - Directeur de l'Institut d'histoire de l'Académie nationale des sciences d'Azerbaïdjan.
Depuis 2017 Y. Mahmudov est membre à part entière de l'Académie nationale des sciences d'Azerbaïdjan.
Il fait les pèlerinages dans les villes de La Mecque et Médine, visite des sanctuaires dans les villes de Bagdad, Kufa, Najaf, Karbala, Machhad.
Il mène des travaux de recherche sur les problèmes des relations diplomatiques avec les pays européens aux XVe-XVIIe siècles. Auteur des monographies « Relations des États Akkoyunlu et Safavide avec les pays d'Europe occidentale (seconde moitié du XVe – début du XVIIe siècle) » (en russe ; B., 1991), « Diplomatie azerbaïdjanaise (XV-XVII siècles) » (B., 1996), ainsi que les livres « Pages inexplorées » (B., 1972), « Les voyageurs arrivent en Azerbaïdjan » (B., 1977), « Voyage au pays du feu » (B., 1980). , « Les relations de l'Azerbaïdjan avec les pays européens » (B. , 1986), « Voyageurs, découvertes, Azerbaïdjan » (B., 1985).

## Décoration
- Ordre de l'Honneur (Azerbaïdjan)
- Ordre de la Gloire (Azerbaïdjan)
- Ordre du Travail (Azerbaïdjan)
- Médaille du 100e anniversaire de la police azerbaïdjanaise
- Scientifique émérite d'Azerbaïdjan